# Tamsyn Lewis
Tamsyn Lewis-Manou (ur. 20 lipca 1978 w Melbourne) – australijska lekkoatletka, specjalistka średnich dystansów, wicemistrzyni świata z Maebashi w sztafecie 4 x 400 metrów, halowa mistrzyni świata z Walencji w biegu na 800 m, olimpijka.
Wielokrotna mistrzyni i rekordzistka kraju. Córka Grega Lewisa – australijskiego sprintera, olimpijczyka i rekordzisty kraju.

## Sukcesy
| Rok  | Zawody                      | Miasto       | Miejsce | Konkurencja        |
| ---- | --------------------------- | ------------ | ------- | ------------------ |
| 1996 | Mistrzostwa Świata Juniorów | Sydney       | 3.      | Sztafeta 4 × 400 m |
| 1998 | Igrzyska Wspólnoty Narodów  | Kuala Lumpur | 1.      | Sztafeta 4 × 400 m |
| 1999 | Halowe Mistrzostwa Świata   | Maebashi     | 2.      | Sztafeta 4 × 400 m |
| 2000 | Igrzyska olimpijskie        | Sydney       | 5.      | Sztafeta 4 × 400 m |
| 2002 | Igrzyska Wspólnoty Narodów  | Manchester   | 1.      | Sztafeta 4 × 400 m |
| 2006 | Igrzyska Wspólnoty Narodów  | Melbourne    | 1.      | Sztafeta 4 × 400 m |
| 2008 | Halowe Mistrzostwa Świata   | Walencja     | 1.      | Bieg na 800 m      |

## Rekordy życiowe
Stadion
- Bieg na 400 metrów – 51,42 s (2009)
- Bieg na 800 metrów – 1:59,21 s (2000)

Hala
- Bieg na 800 metrów – 2:01,85 s (2008) rekord Australii